# Хімі (Тояма)

36°51′26″ пн. ш. 136°59′12″ сх. д. / 36.85722° пн. ш. 136.98667° сх. д.
Хі́мі (яп. 氷見市, ひみし, МФА: [çimʲi ɕi̥]) — місто в Японії, в префектурі Тояма.

## Короткі відомості
Розташоване в північно-західній частині префектури, на березі Японського моря. Виникло на основі сільських поселень раннього нового часу. Отримало статус міста 1952 року. Основою економіки є рибальство, харчова промисловість, комерція. Станом на 1 квітня 2009 площа міста становила 230,47 км². Станом на 1 липня 2011 населення міста становило 51 256 осіб.

## Місцевості
- Айу́ра (яп. 相浦, あいうら) — стародавня місцевість, складова міста.[4][5]